# چینی‌گرایی (هنر)
چینی‌گرایی (به فرانسوی: Chinoiserie) (به چینی: 中国风) سبک زینتی متداول در اروپای سده‌های ۱۷ و ۱۸ که از الگوها و نقش‌های چینی پیروی می‌کرد. جنبش روکوکو باعث گسترش این سبک شد. تقلید آزاد از هنر چینی در بناها، ظروف و اسباب منزل از ویژگی‌های چینی‌گرایی است. استفاده از اژدها، ققنوس و طاووس در الگوها از خصوصیات دیگر این سبک است که در قرون وسطی متداول بود. چینی‌گرایی در اوایل سده ۱۹ به آمریکا رفت.  

## نگارخانه

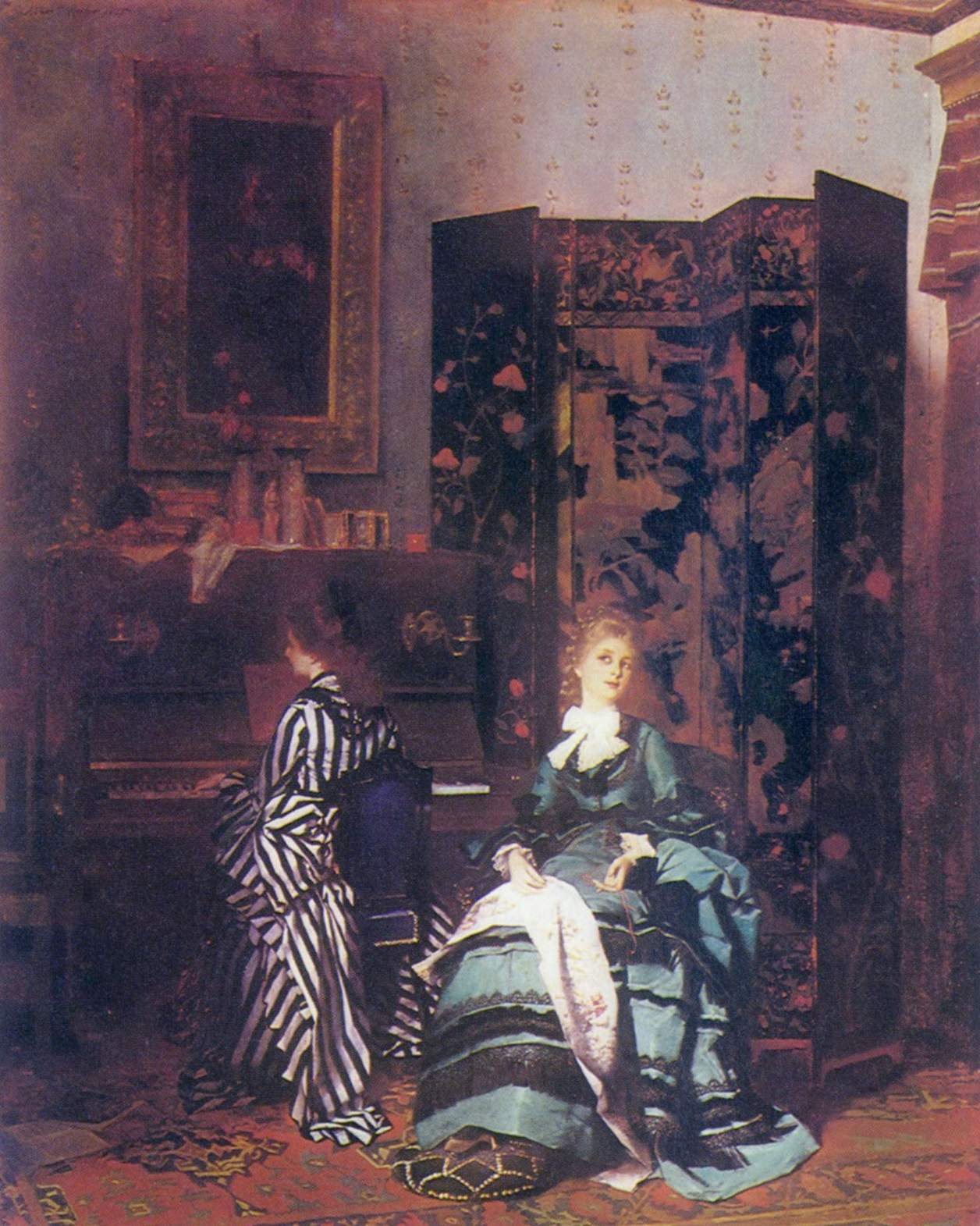
طراحی داخلی به سبک چینی‌گرایی در داخل نقاشی
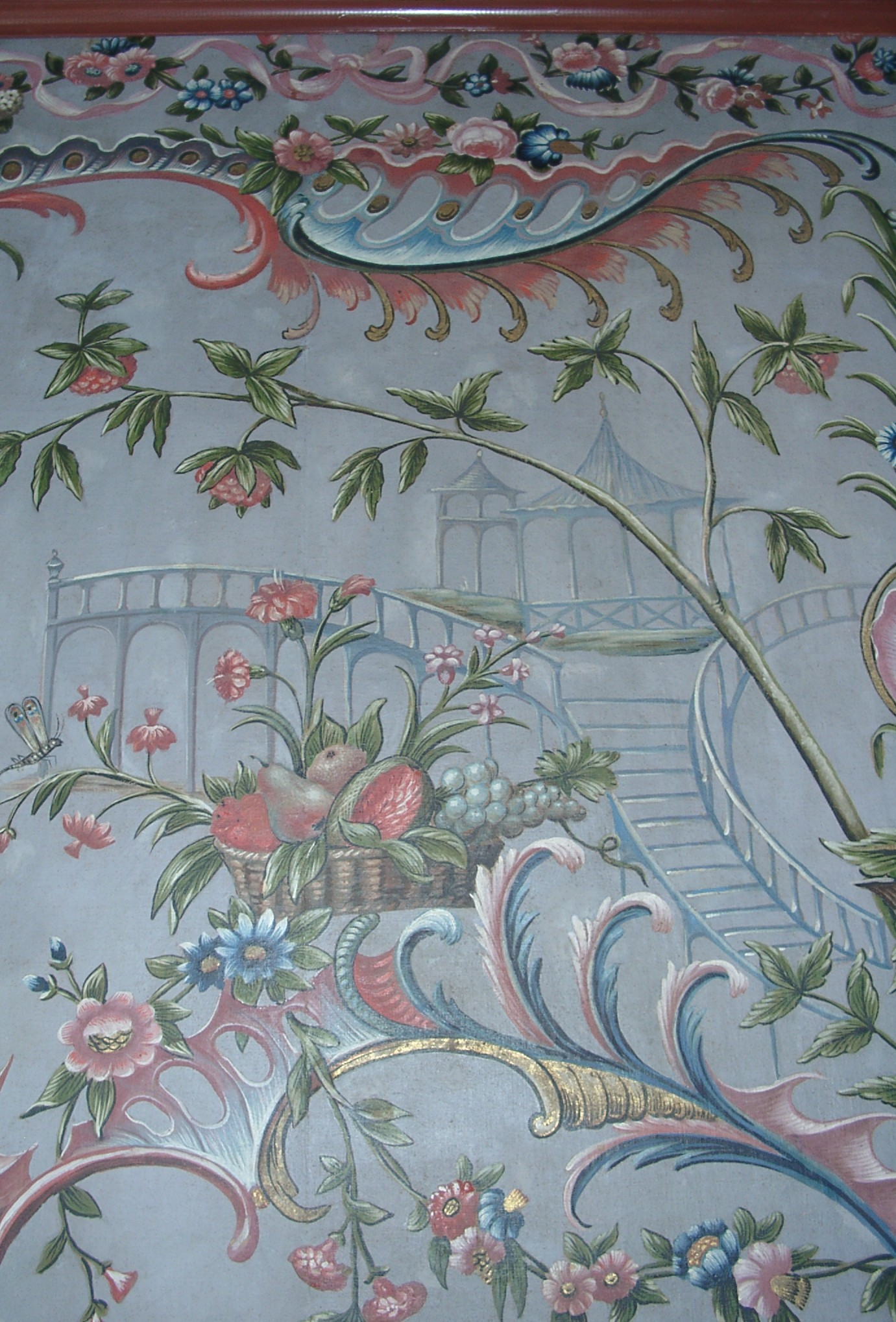
ویلای چینی
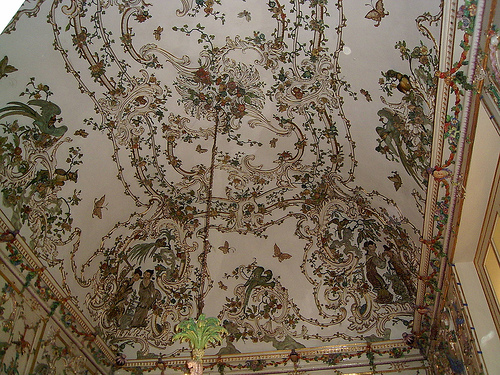
طرح چینی در سقف خانه
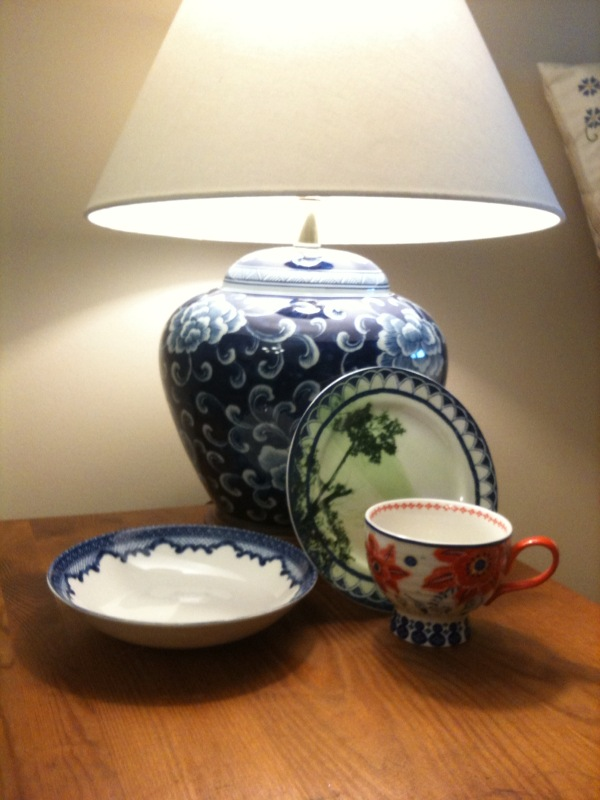
چینی‌گرایی مدرن
باغ چینی از فرانسوا بوشه
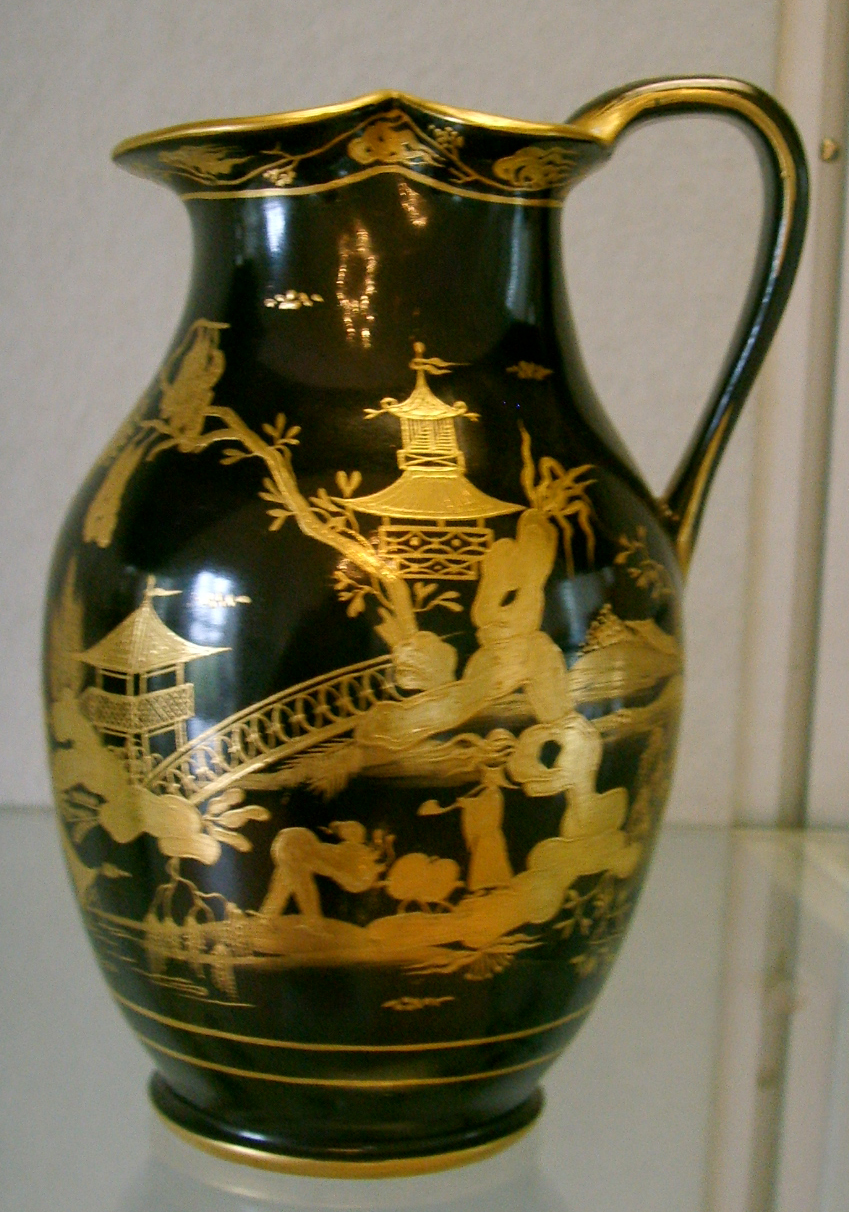
طرح چینی بر روی کوزه ۱۷۹۹
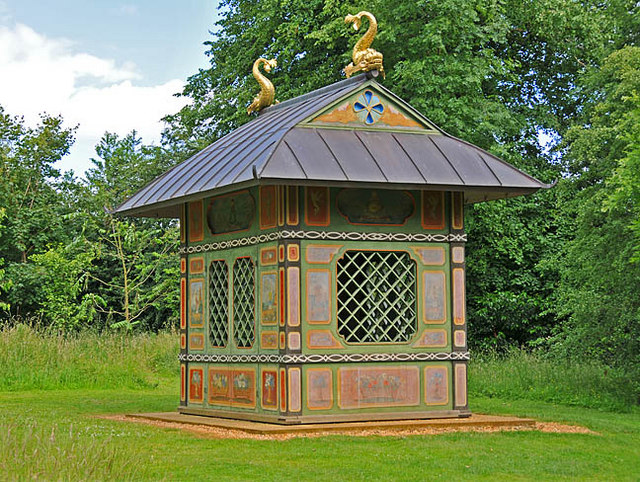
خانه به سبک چینی در بریتانیا (ساخته شده در ۱۷۳۸)